# André Gaudette
Pour les articles homonymes, voir Gaudette.
André Gaudette (né le 16 décembre 1947 à Sherbrooke au Québec, Canada) est un joueur professionnel Québécois de hockey sur glace qui évoluait au poste de centre. Il est le père du comédien Maxim Gaudette et de Cedric Montminy suivant ses traces au hockey .

## Biographie
Il commence sa carrière en jouant dans l'Association de hockey de l'Ontario, aujourd'hui Ligue de hockey de l'Ontario, avec l'équipe du Canadien junior de Montréal en 1967-68. L'année d'après, il rejoint les Wranglers d'Amarillo dans la Ligue centrale de hockey puis joue neuf matchs avec les As de Québec dans la Ligue américaine de hockey lors des séries éliminatoires de la saison 1968-1969.
Après quelques années en LAH, il fait ses débuts avec une équipe de premier plan lors de la saison 1972-1973 en jouant dans l'Association mondiale de hockey pour les Nordiques de Québec. À l'issue de la saison, il termine troisième meilleur pointeur de l'équipe avec un total de 71 points, derrière Jean-Claude Tremblay et Michel Parizeau totalisant 89 et 73 points. Il devient alors le meilleur pointeur de l'histoire de la franchise pour sa première saison, record qu'il détient toujours lors du transfert de l'équipe à la Ligue nationale de hockey en 1979. À la fin de la saison 1973-74, il reçoit le trophée Mark Ten, pour le joueur le plus utile chez les Nordiques.
Il met fin à sa carrière avant ce transfert puisqu'il raccroche les patins après seulement trois saisons dans l'AMH avec les Nordiques.

## Statistiques
| Saison     | Équipe                      | Ligue      |     | Saison régulière | Saison régulière | Saison régulière | Saison régulière | Saison régulière |   | Séries éliminatoires | Séries éliminatoires | Séries éliminatoires | Séries éliminatoires | Séries éliminatoires |
| Saison     | Équipe                      | Ligue      | PJ  | B                | A                | Pts              | Pun              | PJ               | B | A                    | Pts                  | Pun                  |                      |                      |
| 1967-1968  | Canadien junior de Montréal | AHO        | 54  | 30               | 60               | 90               | 47               |                  |   |                      |                      |                      |                      |                      |
| 1968-1969  | Wranglers d'Amarillo        | LCH        | 68  | 13               | 39               | 52               | 15               |                  |   |                      |                      |                      |                      |                      |
| 1968-1969  | As de Québec                | LAH        |     |                  |                  |                  |                  | 9                | 0 | 1                    | 1                    | 0                    |                      |                      |
| 1969-1970  | As de Québec                | LAH        | 71  | 13               | 22               | 35               | 16               | 6                | 2 | 5                    | 7                    | 0                    |                      |                      |
| 1970-1971  | As de Québec                | LAH        | 72  | 20               | 30               | 50               | 48               | 1                | 0 | 1                    | 1                    | 0                    |                      |                      |
| 1971-1972  | Robins de Richmond          | LAH        | 74  | 17               | 31               | 48               | 30               |                  |   |                      |                      |                      |                      |                      |
| 1972-1973  | Nordiques de Québec         | AMH        | 77  | 27               | 44               | 71               | 12               |                  |   |                      |                      |                      |                      |                      |
| 1973-1974  | Nordiques de Québec         | AMH        | 78  | 24               | 44               | 68               | 16               |                  |   |                      |                      |                      |                      |                      |
| 1974-1975  | Nordiques de Québec         | AMH        | 67  | 10               | 17               | 27               | 6                | 9                | 0 | 1                    | 1                    | 0                    |                      |                      |
| Totaux AMH | Totaux AMH                  | Totaux AMH | 222 | 61               | 105              | 166              | 34               | 9                | 0 | 1                    | 1                    | 0                    |                      |                      |